# 266887 Wolfgangries
266887 Wolfgangries este un asteroid din centura principală de asteroizi.

## Descriere
266887 Wolfgangries este un asteroid din centura principală de asteroizi. A fost descoperit pe 19 noiembrie 2009 la Gaisberg de Richard Gierlinger. Asteroidul prezintă o orbită caracterizată de o semiaxă mare de 2,61 ua, o excentricitate de 0,17 și o înclinație de 3,4° în raport cu ecliptica.